# Warcraft: Lendas
Warcraft: Lendas é uma coleção de quatro volumes de história em quadrinhos, que contém diversas historias do universo de Warcraft. Publicado nos Estados Unidos pela Tokyopop, no Brasil foi lançada pela Conrad Editora.

## Volumes e Sinopses

### Volume Um
Queda: Esta é a continuação da história de Richard Knaak e Jae-Hwan Kim, Warcraft: A Trilogia da Fonte do Sol. O joven Trag, um corajoso taurino, renasce como um... morto-vivo.
A Jornada: Por Troy Lewter, Mike Wellman e Mi-Young No. Halsand, um pequeno fazendeiro, tem a chance de enriquecer quando um grupo de aventureiros o convida para combater o Exército do Flagelo, que dominou Andorhal. Halsand só não sabe que seu destino irá mudar de maneira inimaginável.
Como Ganhar Amigos: Por Dan Jolley e Carlos Olivares. Lazlo Grindwidget é um pequeno gnomo que fabrica milhares de coisas inúteis e tem a má sorte de sempre falar a coisa certa na hora errada. Mas quando um troll invade o território do gnomo Lazlo, ele será o único capaz de salvar seus amigos.
Um Negócio Honesto: Por Troy Lewter e Nam Kim. Nori Blackfinger é conhecido em Thorium Point como o melhor forjador de ferro da região. As armas que faz são vendidas para qualquer um que possa pagá-las, independentemente da raça ou classe social. Porém, Nori vende uma de suas armas a Havoc, um infame bandido e assassino. O resultado disso é uma aventura que começa com uma tragédia e termina em sangue...